# Unite!
UNITE! – dwudziesty trzeci singel Ayumi Hamasaki, wydany 11 lipca 2001. W pierwszym tygodniu sprzedano 365 910 kopii, natomiast 571 110 kopii całościowo. 	

## Lista utworów
| Nr  | Tytuł                                      | Muzyka     | Aranżacja | Czas |
| --- | ------------------------------------------ | ---------- | --------- | ---- |
| 1.  | "UNITE! (Original Mix)"                    | CREA       | HΛL       | 5:03 |
| 2.  | "UNITE! (Huge UR-Chin mix)"                | CREA       |           | 4:57 |
| 3.  | "UNITE! (hecco's club vocal mix)"          | CREA       |           | 5:28 |
| 4.  | "UNITE! (re-Formation MIX)"                | CREA       |           | 7:48 |
| 5.  | "Endless sorrow (Dub's Forever Mercy Mix)" | CREA       |           | 6:24 |
| 6.  | "UNITE! (PROJECT O.T ATOMIC MIX)"          | CREA       |           | 4:36 |
| 7.  | "UNITE! (PSYCHO TRANCE MIX)"               | CREA       |           | 6:17 |
| 8.  | "UNITE! (No.1 Blueberry Wonderful)"        | CREA       |           | 7:38 |
| 9.  | "Key (nicely nice waterfowl remix)"        | Kunio Tago |           | 5:13 |
| 10. | "UNITE! (Original Mix -Instrumental-)"     | CREA       |           | 5:01 |

## Wersja europejska
W 2005 roku singel UNITE! został wydany w Europie jako singel trance przez niemiecką wytwórnię Drizzly Records.

### Lista utworów
| Nr | Tytuł                                 | Muzyka | Czas |
| -- | ------------------------------------- | ------ | ---- |
| 1. | "UNITE! (Airwave Vocal Edit)"         | CREA   | 4:17 |
| 2. | "UNITE! (Moogwai Radio Edit)"         | CREA   | 4:18 |
| 3. | "UNITE! (ALT + F4 Radio Edit)"        | CREA   | 3:46 |
| 4. | "UNITE! (Robert Gitelman Radio Edit)" | CREA   | 3:53 |
| 5. | "UNITE! (ALT + F4 Remix)"             | CREA   | 7:29 |
| 6. | "UNITE! (Robert Gitelman Rimix)"      | CREA   | 7:19 |
| 7. | "UNITE! (Airwave Dub Mix)"            | CREA   | 7:29 |